# 自我決定論
自我決定論（英語：Self-determination theory，簡稱SDT）是一個有關於人類個性與動機的理論，考量到個人與生俱來的天賦資質與心理需求。
主旨在探討人發自內心的動機，排除外在誘因與影響，其中又把重點聚焦在個人激發與自我決定。
在1970年代，自我決定論的研究著重在探討內在動機與外在動機，並嘗試了解內在動機影響人類行為的途徑。但一直到1980年代中期這個理論才獲得穩固的研究依據與支持，而直到2000年代學者才套用自我決定論到不同領域，例如社會心理學、正向心理學。
自我決定論研究至今的關鍵依舊在內在動機與外在動機的相對關係，內在動機意指促使一個人行為的理由是因為這樣的行為本身能帶來娛樂與滿足感，相對來說外在動機代表有外在的誘因促使個人做出該行為，內化則是指使外在動機轉變成內在動機的一個動機轉換歷程。

## 基本理論
自我決定論的中心信仰是以人的自然本質而言，會出現持續正向而持續的信念，這樣的信念會反覆出現，努力達成自我承諾又名為"內在增長趨勢"，
而同時人也具有與生俱來的心理需求，用以做為自我激發(self-motivation)與個性整合(personality-integration)的用途。
自我決定論提出了三個與生俱來的需求，如果能滿足該需求，則將會為個人帶來最佳的發展與進步。
我們藉由個體經驗去嘗試達成以下三大指標，如果有達成則得以滿足個體心理上的成就感(滿足感)，從而出現良好表現；反之若未達成則會出現零碎/反作用/疏離的自我。
與阿爾波特·班杜拉的社會認知論不同的是，自我決定論並不視動機為一個整體，而可以分成三個組成：
1. 勝任(Competence)[5][6]
2. 歸屬(Relatedness)[7]
3. 自主(Autonomy)[8][9]

這些需求被視為是天生的，並不需要經過後天學習，而且在跨文化，跨時間，跨種族性別的研究中都得到支持。
Deci 和 Vansteenkiste 兩位學者宣稱對於該理論的有三個必要條件
1. 個體在本質上有遺傳到認知與情緒能力，並能跟隨自己的內在驅力去行動。(例如感情與情緒驅動)
2. 個體在本質上有遺傳到成長與發展的傾向，並且會對於習得的事物進行整合。
3. 個體有遺傳到尋求最佳發展的策略與行為，但上述行為並不會自然發生。

為了確保個體具有上述能力，依舊需要來自社會環境的培育。
如果上述條件得到滿足，會帶來良性影響（例如良好表現和成長）；若沒有，反而會造成負面影響。所以SDT強調人類的自然成長與跟隨正向動機，前提是如果他們的基本需求获得滿足，若否，反而會造成挫敗。

### 需求
自我決定論支持三個基本的心理需求必須被滿足，來達成個體的優良表現與健康；這些需求可以被普遍套用在各種情境，然而其中的某些需求可能會因為文化，經驗與時間的差異而顯得更加突出與重要，或是有不同的解釋。
勝任
嘗試去了解個體本身所具有的能力，以及個體對於任務可能完成的結果與效能
歸屬
基於想與他人互動的本能，該行為是否具有製造與他人互動的機會
自主
該行為與動機是否是是發自內心，以及該行為是否是自我決策而非受他人影響

### 動機
自我決定論對於動機的闡述，藉由該動機的刺激一個人產生行為與決策的過程，以及認知過程上的差異，而分成了內在動機與外在動機。

#### 內在動機
內在動機想表達的就是個體發自內心對於該項事物感到好奇，感到有興趣，並認為能藉由做這件事達成滿足感與獲得刺激。
內在動機可以分成下列三項：
1. 去了解(To Know)
2. 去達成(To Accomplish)
3. 獲得刺激(To Stimulate)

#### 外在動機
外在動機相對於內在動機則是與賞酬概念有關係，對於做這件事所獲得的內在與外在賞酬來決定是否做這件事。
外在動機可以分成下列四項
1. 外在賞酬：做這件事會獲得外在獎勵或酬勞
2. 內在賞酬：做這件事會被誇獎或避免被責罵排擠
3. 自我認同賞酬：認為做這件事對自己有幫助，儘管不一定有內在動機
4. 整合賞酬：統整以上三者之後，認為整體來說做這件事對自己有幫助，此行為的動機型態亦較趨近內在動機

## 內部連結
- 自我效能
- 動機
- 人格心理學
- 社會心理學
- 错失恐惧症

## 外部連結
- 自我決定論在禮儀師殯葬上的應用 （页面存档备份，存于）
- 以自我決定論探討體育志工參與動機
- 自我決定論in TED
- 自我決定論中的動機與無動機 （页面存档备份，存于）
- 我的｢恐龍｣男孩---談應用自我決定理論之經驗分享
- 德西和瑞安Deci & Ryan的自我决定Self-Determination （页面存档备份，存于）
- 以自我決定論探討網路學生擬題與網路同儕互評對學習內在動機之影響 （页面存档备份，存于）
- 從《伊索寓言》看學習動機--自我決定論的觀點 （页面存档备份，存于）
- 由自我決定論觀點探討員工對組織變革之態度
- 以自我決定論探討影響網路團購購買意願 （页面存档备份，存于）
- 以自我決定論為基礎的Facebook練習系統之研究與開發 （页面存档备份，存于）
- 自我決定數位學習環境的環境要素之初探 （页面存档备份，存于）